# チロシン-2,3-アミノムターゼ
チロシン-2,3-アミノムターゼ(Tyrosine 2,3-aminomutase、EC 5.4.3.6)は、以下の化学反応を触媒する酵素である。
L-チロシン{\displaystyle \rightleftharpoons }3-アミノ-3-(4-ヒドロキシフェニル)プロピオン酸
従って、この酵素の基質はL-チロシンのみ、生成物は3-アミノ-3-(4-ヒドロキシフェニル)プロピオン酸のみである。
この酵素は異性化酵素、特にアミノ基を転移する分子内転移酵素に分類される。系統名は、L-チロシン 2,3-アミノムターゼ(L-Tyrosine 2,3-aminomutase)である。この酵素は、チロシンの代謝に関与する。補因子として、Ala-Ser-Glyトリペプチドの再配列によって形成する5-メチレン-3,5-ジヒドロイミダゾール-4-オン(MIO)を必要とする。

## 構造
2007年末時点で、1つの構造が解明されている。蛋白質構造データバンクのコードは、2OHYである。